# Xinchengzi, Dangchang
Xinchengzi (kinesiska: 新城子) är en etnisk minoritetssocken för tibetaner i nordvästra Kina. Den ligger i Dangchang härad i staden Longnan i provinsen Gansu, omkring 230 kilometer söder om provinshuvudstaden Lanzhou. Antalet invånare är 6 857. Befolkningen består av 3 013 kvinnor och 3 844 män. Barn under 15 år utgör 16,0 %, vuxna 15-64 år 77 %, och äldre över 65 år 6,0 %.